# Frankfurter Weiberrat
Unter dem Namen „Weiberrat“ entstanden während der westdeutschen Studentenbewegung der 1960er Jahre politische Frauengruppen in mehreren deutschen Universitätsstädten. Die ersten Initiativen gingen aus den Protesten weiblicher Mitglieder im Sozialistischen Deutschen Studentenbund (SDS) hervor. Den Frankfurter Weiberrat im SDS gründeten Studentinnen 1968. Er gilt neben dem Aktionsrat zur Befreiung der Frau als größte universitäre Frauengruppe innerhalb der Außerparlamentarischen Opposition und war marxistisch orientiert. Nach der Auflösung des SDS bildeten Frauen in Frankfurt am Main den zweiten, diesmal unabhängigen Weiberrat, auch „Sozialistische Frauen Frankfurts“, der nach einer Spaltung schließlich in der Gründung eines Frauenzentrums aufging.

## Erster Frankfurter Weiberrat
Nach der Rede der Berliner Aktivistin Helke Sander vom Aktionsrat zur Befreiung der Frauen und dem Tomatenwurf Sigrid Damm-Rügers bei der 23. Delegiertenkonferenz des Sozialistischen Deutschen Studentenbundes am 13. September 1968 in Frankfurt am Main wurden in mehreren deutschen Universitätsstädten „Weiberräte“ gegründet. Den ersten Weiberrat gründeten Studentinnen der Frankfurter Goethe-Universität im Wintersemester 1968. Weitere Weiberräte entstanden u. a. in Bremen, Dortmund, Münster, Bonn, Berlin und München.
Als Initiativdatum für den Frankfurter Zusammenschluss gilt ein Go-in von SDS-Frauen in der Frankfurter Paulskirche anlässlich des 50. Jahrestags des Frauenwahlrechts im November 1968. Während der von der SPD organisierten Veranstaltung wurden Frauen nach Angaben einer Zeitzeugin „durch prügelnde SPD-Männer und -Frauen“ daran gehindert, ein Flugblatt zu verlesen.
Als Motiv für die Gründung gilt die Wahrnehmung, dass es einen deutlichen Widerspruch zwischen den politischen Forderungen und Theorien der Neuen Linken und dem diskriminierenden, Männer privilegierenden Verhalten der Kommilitonen in der Praxis der westdeutschen Studentenbewegung gab. Der Gruppe, deren Teilnehmerzahl auf zwischen 50 und 100 Frauen geschätzt wird, schlossen sich weibliche Mitglieder des SDS an. Die Frauen trafen sich unter Ausschluss ihrer männlichen Kommilitonen, um verschiedene politische Inhalte zu diskutieren. Bisher als privat geltende Themen wie Geschlechterrollen, Sexualität, Kindererziehung und -betreuung wurden in eigenen Protestaktionen auch in die Öffentlichkeit getragen. Sie forderten gleichberechtigte Teilhabe in der Haus- und Familienarbeit sowie körperliche und sexuelle Selbstbestimmung.
Eine öffentlich als besonders provokant wahrgenommene Aktion des Frankfurter Weiberrats war das Flugblatt „Rechenschaftsbericht“ mit dem bekannten Slogan: „Befreit die sozialistischen Eminenzen von ihren bürgerlichen Schwänzen“, das die Frankfurter Frauen auf einer SDS-Versammlung im November 1968 verteilten.
Das sogenannte Busenattentat, eine Protestaktion dreier Studentinnen in einer Vorlesung von Theodor W. Adorno im April 1969 an der Frankfurter Universität, wird in einigen Quellen mit dem Frankfurter Weiberrat im SDS in Verbindung gebracht.
Mit der Auflösung des SDS-Bundesverbandes im März 1970 löste sich auch der Frankfurter Weiberrat im SDS aufgrund interner Konflikte über unterschiedliche politische Inhalte, Ziele und Vorgehensweisen wieder auf.

## Zweiter Frankfurter Weiberrat
In der SDS-Nachfolge entstanden zahlreiche neue Organisationen, darunter formierte sich in Frankfurt eine weitere, unabhängige Gruppierung unter dem Namen Frankfurter Weiberrat, in der Nachfolge des ersten Weiberrats der „Zweite Weiberrat“ genannt, eine von etwa 14 Frauen gebildete Initiativgruppe. Treffpunkt der Gruppe, der zur Hälfte Studentinnen, aber auch junge Mütter, Hausfrauen und Berufstätige angehörten, war der Club Voltaire. Die Mitgliederzahl insgesamt lag zwischen 50 und 100 Frauen. Der zweite Weiberrat orientierte sich ideologisch am Sozialistischen Frauenbund Westberlin (SFWB) und knüpfte gleichzeitig an das Engagement des ersten Frankfurter Weiberrats wieder an.
Akteurinnen der Frankfurter Weiberräte waren unter anderem Jessica Benjamin, Silvia Bovenschen, Margrit Brückner, Jutta Ebeling, Christel Eckart, Margit Eschenbach, Sibylla Flügge, Dörthe Jung, Silvia Kontos, Helgard Kramer, Uschi Madeisky, Elsemarie Maletzke, Cornelia-Katrin von Plottnitz und Hilde Wackerhagen. Die Fotografinnen Barbara Klemm, Abisag Tüllmann und Inge Werth gelten als bedeutende Chronistinnen der Frankfurter Frauenbewegung und der damit verbundenen Gruppierungen wie den Weiberräten.
Im Weiberrat, der sich bei offiziellen Anlässen auch „Sozialistische Frauen Frankfurts“ nannte, lag der Arbeitsfokus zunächst auf der Organisation und Durchführung von Schulungsgruppen, in denen Frauen politisch-ökonomische Schriften (Marx, Engels, Zetkin) und die damals bekannten feministischen Texte von Simone de Beauvoir und Betty Friedan lasen, um die Themenkomplexe Geschlechterverhältnisse und Gesellschaftsstrukturen fundiert zu verstehen. Sie beteiligten sich an Demonstrationen und Teach-ins der Außerparlamentarischen Opposition (APO) u. a. gegen den Vietnamkrieg.
Es trafen Interessengruppen mit unterschiedlichen Beitrittsmotiven aufeinander, die Konflikte und Diskussionen auslösten. Der Ansatz „Das Persönliche ist politisch“ setzte sich jedoch allgemein durch, als auf Initiative von Alice Schwarzer im Sommer 1971 in Deutschland die Abtreibungskampagne gegen den § 218 begann. Die Aktion 218 (Wir haben abgetrieben!), an der der Weiberrat nach erster Zurückhaltung teilnahm, eröffnete den Mitgliedern des Weiberrats einen praktischen Zugang zu wesentlichen frauenspezifischen Fragestellungen.
Der Frankfurter Weiberrat beteiligte sich an der Organisation des ersten Bundesfrauenkongresses zur Aktion 218 am 12./13. März 1972, der mit rund 450 Teilnehmerinnen in Frankfurt am Main stattfand. Hierbei wurden im Frankfurter Haus der Jugend die politischen Strategien und Forderungen der Frauenbewegung festgelegt.
Trotz der gemeinsamen Kampagne gab es auch weiterhin unterschiedliche Vorstellungen über Ziele und Aufgaben des Frankfurter Weiberrats. Einige Frauen distanzierten sich von den feministischen Zügen, die der Weiberrat annahm, und verließen die Gruppe. Andere sahen die Notwendigkeit des Ausbaus der praktischen Tätigkeiten, wie etwa den Aufbau von Selbsterfahrungsgruppen nach dem Vorbild der in der amerikanischen Frauenbewegung entwickelten Consciousness-Raising-Gruppen (Bewusstseinsbildende Gruppen), in denen Frauen ihre Unterdrückungserfahrungen gemeinsam analysieren. Frankfurter Aktivistinnen begannen, sich nach geeigneten Räumlichkeiten umzusehen, um nach dem Vorbild des Frauenzentrums in Westberlin ein Frauenzentrum gründen.

## Frauenzentrum

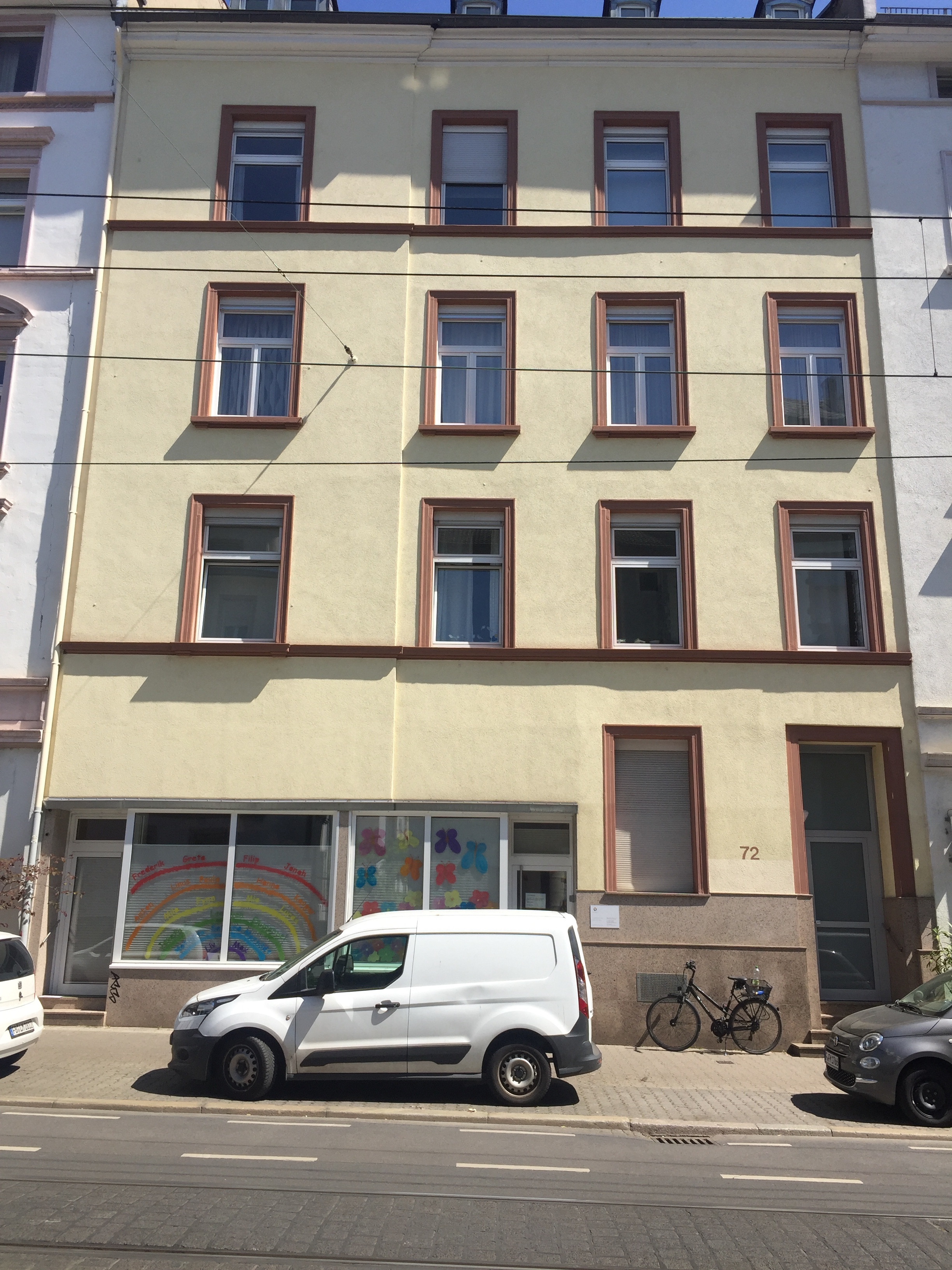
Eckenheimer Landstraße 72 (2020)

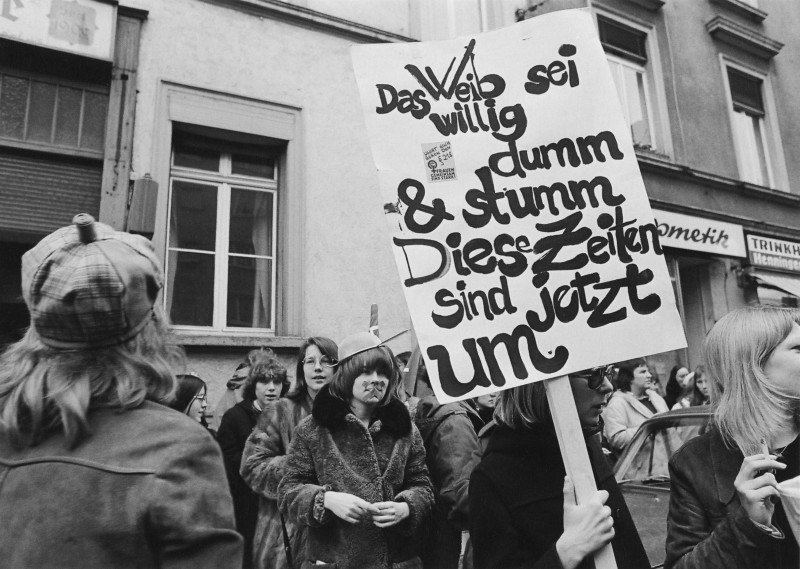
Frauen demonstrieren in der Frankfurter Innenstadt gegen den Paragraph 218, 16. März 1974

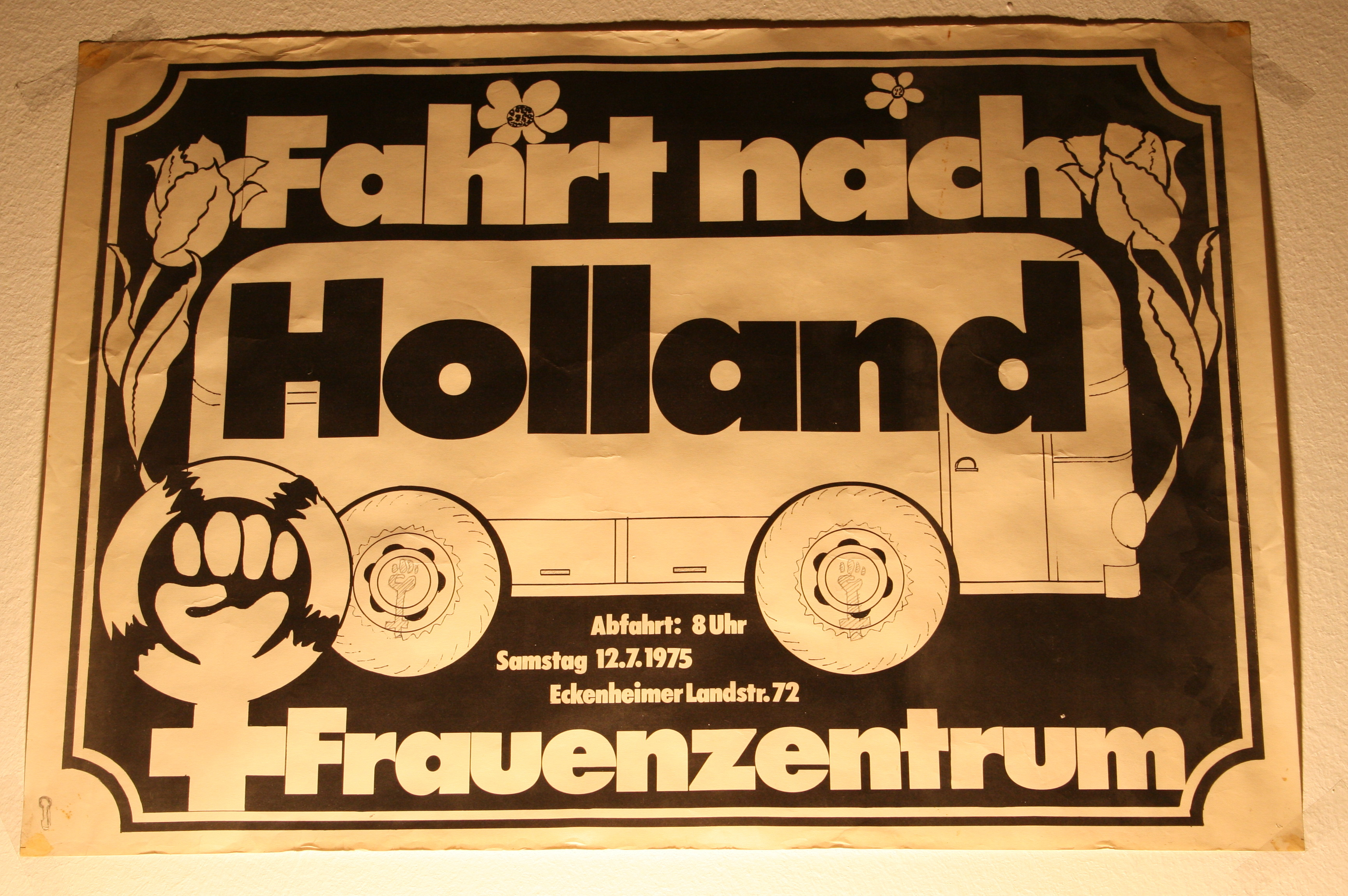
Informationsblatt zur Hollandfahrt, 1975

Der Weiberrat ging als Mitbegründer des Frankfurter Frauenzentrums in dieser Initiative auf. Gemeinsam mit der Stadtteil-Frauengruppe Revolutionärer Kampf Bornheim wurde im September 1973 das Frauenzentrum in der Eckenheimer Landstraße 72 eröffnet. Im Programm des Zentrums angeboten wurden juristische Beratungen zu Scheidungsfragen, Beratung zu Schwangerschaft, Verhütung und Abtreibung, Arbeits- und Aktionsgruppen, Frauenliteraturkreise, Consciousness-raising- und Selbstuntersuchungsgruppen.
Zu den Aktionen zählte die Organisation des ersten internationalen Frauenkongresses am 5. Dezember 1974 im Studentenhaus der Goethe-Universität Frankfurt am Main mit rund 500 Besucherinnen aus 18 Nationen.
Aktionen und Demonstrationen erfolgten bezüglich der Streichung von § 218. Nachdem das Bundesverfassungsgericht am 25. Februar 1975 in einem Mehrheitsbeschluss die Fristenlösung als unvereinbar mit dem Grundgesetz beurteilte, kam es bundesweit zu Protesten von Frauengruppen. Das Frankfurter Frauenzentrum organisierte daraufhin mit öffentlicher Ankündigung ab Juni 1975 Fahrten nach Holland zu dort legalen Abtreibungsambulanzen. Die Busfahrten wurden etwa ein Jahr lang an Samstagen durchgeführt und von jeweils zwei Frauen aus dem Frauenzentrum begleitet.
Am 1. Juli 1975 beschlagnahmten die Frankfurter Staatsanwaltschaft und die Mordkommission der Polizei bei einer Razzia im Frauenzentrum Eckenheimer Landstraße die Ärztekartei und statistisches Material. Mit der Begründung, dass Abtreibungsadressen vermittelt würden, wurde gegen das Frauenzentrum Anzeige erstattet „wegen krimineller Vereinigung“ und „Beihilfe zur Abtreibung“. Ein Informationsstand des Frauenzentrums in einem anderen Stadtteil wurde bei einem Polizeieinsatz am 10. Juli 1975 geräumt, an dem mit Flugblättern für eine Demonstrationsfahrt nach Holland geworben wurde. Am 12. Juli 1975 organisierte das Frankfurter Frauenzentrum eine Protestfahrt nach Den Haag zu einer Abtreibungsklinik.
Im August 1976 organisierten das Frauenzentrum, das Lesbenzentrum und der Frauentreffpunkt Niedenau in Frankfurt am Main eine Nachtdemonstration „Gewalt gegen Lesben“. Anlass für die Aktion war der Prozess gegen zwei homosexuelle Frauen wegen Körperverletzung mit Todesfolge. In ihrem Flugblatt forderten die Initiatorinnen der Demonstration den Freispruch der Frauen: „Kriminell sind alle Männer, die Frauen auf irgendeine Weise bedrohen. Wir erkennen keine Männerjustiz an, deren Recht Unrecht gegen Frauen ist.“ Die Sekretärinnen-Gruppe des Frauenzentrums Eckenheimer Landstraße veranstaltete im Oktober 1978 den Büroarbeiterinnen-Kongress mit rund 100 Teilnehmerinnen aus Deutschland, Österreich und Frankreich zum Thema Widerstand im und Alternativen zum Büro.
Ab 1978/79 ging das Frauenzentrum in Frankfurt, wie auch an anderen Orten, in eine neue Phase der Bewegung über: Frauenprojekte spezialisierten und professionalisierten sich in und mit der Gründung neuer feministischer Organisationen, darunter das Feministische Frauengesundheitszentrum (FFGZ, 1978), der Frauen-Notruf, Mädchenarbeit, Buchhandlungen und Verlage, Kultur- und Bildungseinrichtungen und Betriebsgründungen.  Die feministische Zeitschrift Frankfurter Frauenblatt erschien 1978 mit ihrer Nullnummer.

## Dokumentarfilm
- Das hat mich sehr verändert. Regie, Buch: Edith Schmidt-Marcello mit Beate Scheunemann, Ulrike Krasberg, Gisela Zehm u. a., Produktion WDR, 1976 (47 Min.) Der Film dokumentiert die Arbeit des Frauenzentrums Eckenheimer Landstraße in Frankfurt am Main.[42]